# BATE Borysów
Futbolny Kłub BATE (biał. Футбольны Клуб БАТЭ) – białoruski klub piłkarski z siedzibą w Borysowie, założony 12 kwietnia 1996, grający w Wyszejszajej lidze.

## Historia
Klub założono w 1973 r. jako drużynę Borysowskiego Zakładu Samochodowych i Traktorowych Urządzeń Elektrycznych (biał. Барысаўскі завод аўтатрактарнага электраабсталявання, Barysauski zawod autatraktarnaha elektraabstalawannia – od tego akronimu wywodzi się nazwa klubu), a w 1984 r. go rozwiązano. Do ponownego utworzenia doszło 12 kwietnia 1996. W sezonie 2008/09 jako pierwszy białoruski zespół wystąpił w fazie grupowej Ligi Mistrzów, powtarzając ten wyczyn w sezonach 2011/12 i 2012/13. 2 października 2012, w 2. kolejce fazy grupowej Ligi Mistrzów BATE pokonało Bayern Monachium 3:1.

## Osiągnięcia
| \| \| Zdobyte trofea w rozgrywkach Białorusi (stan na: 31 grudnia 2021) \| |                                                                   |      |                                                                                          |
| Rozgrywki                                                                  | Osiągnięcie                                                       | Razy | Sezon(y)                                                                                 |
| Mistrzostwo                                                                | I miejsce                                                         | 15   | 1999, 2002, 2006, 2007, 2008, 2009, 2010, 2011, 2012, 2013, 2014, 2015, 2016, 2017, 2018 |
| Mistrzostwo                                                                | II miejsce                                                        | 7    | 1998, 2000, 2003, 2004, 2019, 2020, 2021                                                 |
| Mistrzostwo                                                                | III miejsce                                                       | 2    | 2001, 2022                                                                               |
| Puchar                                                                     | zdobywca                                                          | 5    | 2006, 2010, 2015, 2020, 2021                                                             |
| Puchar                                                                     | finalista                                                         | 6    | 2002, 2005, 2007, 2016, 2018, 2022                                                       |
| Superpuchar                                                                | zdobywca                                                          | 7    | 2010, 2011, 2013, 2014, 2015, 2016, 2017                                                 |
| Superpuchar                                                                | finalista                                                         | 3    | 2012, 2018, 2019                                                                         |
| Białoruś                                                                   | Zdobyte trofea w rozgrywkach Białorusi (stan na: 31 grudnia 2021) |      |                                                                                          |

- Liga Mistrzów (5): Faza grupowa w 2008/09, 2011/12, 2012/13, 2014/15, 2015/16
- Liga Europy (4): Faza grupowa w 2009/10, 2010/11, 2017/18, 2018/19

## Sezon po sezonie
| Sezon | Liga             | Pozycja | Punkty | Bramki | Uwagi                                                |
| ----- | ---------------- | ------- | ------ | ------ | ---------------------------------------------------- |
| 1996  | Drugaja liha     | 1       | 77     | 79:10  | awans                                                |
| 1997  | Pierszaja liha   | 2       | 78     | 92:15  | awans                                                |
| 1998  | Wyszejszaja liha | 2       | 58     | 50:25  | kwalifikacja do Pucharu UEFA 1999/00                 |
| 1999  | Wyszejszaja liha | 1       | 77     | 80:22  | kwalifikacja do Ligi Mistrzów 2000/01                |
| 2002  | Wyszejszaja liha | 2       | 64     | 68:26  | kwalifikacja do Pucharu UEFA 2001/02                 |
| 2001  | Wyszejszaja liha | 3       | 51     | 54:31  | kwalifikacja do Pucharu Intertoto 2002               |
| 2002  | Wyszejszaja liha | 2       | 56     | 51:20  | kwalifikacja do Ligi Mistrzów 2003/04                |
| 2003  | Wyszejszaja liha | 2       | 66     | 70:21  | kwalifikacja do Pucharu UEFA 2004/05                 |
| 2004  | Wyszejszaja liha | 2       | 70     | 59:25  | kwalifikacja do Pucharu UEFA 2005/06                 |
| 2005  | Wyszejszaja liha | 5       | 47     | 42:27  | kwalifikacja do Pucharu UEFA 2006/07                 |
| 2006  | Wyszejszaja liha | 1       | 54     | 47:27  | kwalifikacja do Ligi Mistrzów 2007/08                |
| 2007  | Wyszejszaja liha | 1       | 56     | 50:25  | kwalifikacja do Ligi Mistrzów 2008/09                |
| 2008  | Wyszejszaja liha | 1       | 67     | 54:20  | kwalifikacja do Ligi Mistrzów 2009/10                |
| 2009  | Wyszejszaja liha | 1       | 62     | 55:16  | kwalifikacja do Ligi Mistrzów 2010/11                |
| 2010  | Wyszejszaja liha | 1       | 59     | 50:12  | kwalifikacja do Ligi Mistrzów 2011/12                |
| 2011  | Wyszejszaja liha | 1       | 66     | 53:20  | kwalifikacja do Ligi Mistrzów 2012/13                |
| 2012  | Wyszejszaja liha | 1       | 68     | 51:16  | kwalifikacja do Ligi Mistrzów 2013/14                |
| 2013  | Wyszejszaja liha | 1       | 67     | 61:25  | kwalifikacja do Ligi Mistrzów 2014/15                |
| 2014  | Wyszejszaja liha | 1       | 71     | 68:21  | kwalifikacja do Ligi Mistrzów 2015/16                |
| 2015  | Wyszejszaja liha | 1       | 65     | 44:11  | kwalifikacja do Ligi Mistrzów 2016/17                |
| 2016  | Wyszejszaja liha | 1       | 70     | 73:25  | kwalifikacja do Ligi Mistrzów 2017/18                |
| 2017  | Wyszejszaja liha | 1       | 68     | 61:19  | kwalifikacja do Ligi Mistrzów 2018/19                |
| 2018  | Wyszejszaja liha | 1       | 73     | 55:24  | kwalifikacja do Ligi Mistrzów 2019/20                |
| 2019  | Wyszejszaja liha | 2       | 70     | 61:21  | kwalifikacja do Ligi Europy UEFA 2020/21             |
| 2020  | Wyszejszaja liha | 2       | 58     | 65:32  | kwalifikacja do Ligi Konferencji Europy UEFA 2021/22 |

| Oznaczenie kolorami |
| ------------------- |
| I poziom ligowy     |
| II poziom ligowy    |
| III poziom ligowy   |

## Obecny skład
Stan na 20 marca 2021
| Nr | Poz. | Piłkarz               |
| -- | ---- | --------------------- |
| 4  | OB   | Aleksandar Filipović  |
| 5  | PO   | Jauhien Jabłonski     |
| 6  | PO   | Siarhiej Wołkau       |
| 8  | PO   | Stanisłau Drahun      |
| 10 | NA   | Shoxboz Umarov        |
| 11 | NA   | Anton Saroka          |
| 13 | NA   | Mikałaj Sihniewicz    |
| 14 | OB   | Boris Kopitović       |
| 15 | NA   | Maksim Skawysz        |
| 16 | BR   | Andrej Kudrawiec      |
| 17 | OB   | Daniła Nieczajeu      |
| 18 | PO   | Willum Þór Willumsson |
| 19 | PO   | Dzmitryj Biessmiertny |

| Nr | Poz. | Piłkarz                      |
| -- | ---- | ---------------------------- |
| 22 | PO   | Alaksiej Nosko               |
| 23 | OB   | Zachar Wołkau                |
| 25 | PO   | Pawieł Karasiow              |
| 26 | NA   | Nemanja Milić                |
| 27 | OB   | Pawieł Rybak                 |
| 28 | BR   | Alaksandr Swirski            |
| 32 | OB   | Jakov Filipović              |
| 33 | NA   | Pawieł Niachajczyk (kapitan) |
| 35 | BR   | Anton Czyczkan               |
| 44 | OB   | Uładzisłau Malkiewicz        |
| 48 | BR   | Dzianis Szczarbicki          |
| 55 | OB   | Siamion Łazarczyk            |
| 92 | OB   | Maksim Waładźko              |

### Piłkarze na wypożyczeniu
| Nr | Poz. | Piłkarz                                             |
| -- | ---- | --------------------------------------------------- |
|    | PO   | Maksim Miakisz (wypożyczony do Isłacz Minski Rajon) |